# Yarra Ranges
Yarra Ranges är en kommun i Australien. Den ligger i delstaten Victoria, omkring 68 kilometer öster om delstatshuvudstaden Melbourne. Antalet invånare var 149 537 vid folkräkningen 2016. Arean är 2 466 kvadratkilometer.
Följande samhällen finns i Yarra Ranges:
- Lilydale
- Kilsyth
- Mount Evelyn
- Chirnside Park
- Healesville
- Upwey
- Lysterfield
- Montrose
- Belgrave
- Tremont
- Woori Yallock
- Monbulk
- Yarra Glen
- Launching Place
- Yarra Junction
- Tecoma
- Badger Creek
- Belgrave South
- Selby
- Olinda
- Millgrove
- Ferny Creek
- Belgrave Heights
- Mount Dandenong
- Kalorama
- Macclesfield
- Kallista
- Chum Creek
- Menzies Creek
- Seville East
- Gruyere
- Hoddles Creek
- Yellingbo
- Wandin East
- Narre Warren East
- Gladysdale
- Dixons Creek
- Three Bridges
- McMahons Creek
- Powelltown